# George Willem Opdenhoff

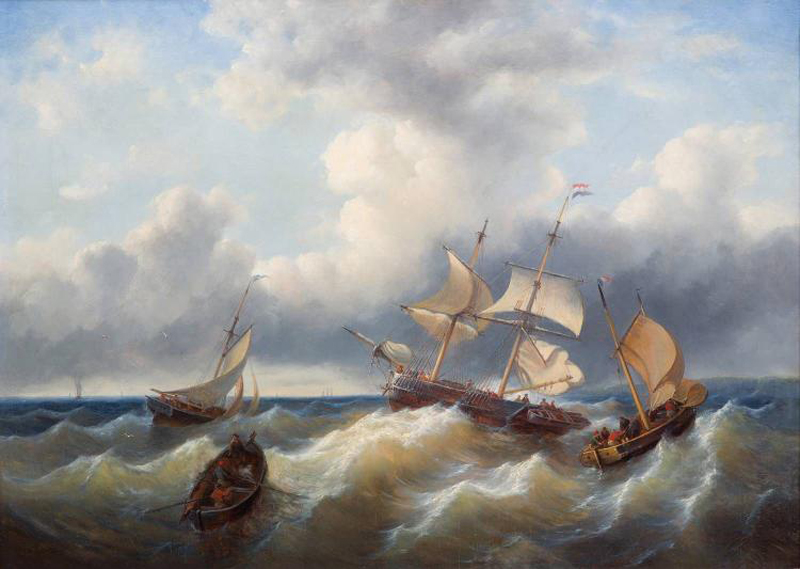
Schiffe im Seesturm

George Willem Opdenhoff (* 7. Juli 1807 in Fulda; † 23. September 1873 in Den Haag) war ein niederländischer Marinemaler deutscher Abstammung.
Opdenhoff war Schüler von Andreas Schelfhout (Landschaften) und von Johannes Christiaan Schotel (Seelandschaften).
Er lebte von 1835 bis 1837 in Breda, unternahm 1837 eine Reise an die französische Küste, lebte von  1837 bis 1842 in Rotterdam und ließ sich um 1842 in Den Haag nieder.
Er malte fast ausschließlich Meer-, Strand- und Flussansichten.
Opdenhoff nahm an Ausstellungen in Den Haag 1835–1867 und Rotterdam 1873 teil.